# 劉書薇
劉書薇為一電台主持人，目前為漢聲電台主持人.

## 廣播資歷回顧

### 漢聲電台 慢半拍
投身廣播工作"多年",個性溫和的劉書薇,常被友人取笑"慢半拍"因此今年七月份起,她索性以慢半拍為生平第一個廣播節目名稱.....名為慢半拍,卻不意謂節目的節奏步調慢,相反的,卻處處可見劉書薇"慢工出細活"的巧思,例如節目片頭曲及節目中的橘樂,是她的好友"符爽"親自創作編曲.而一些早期抒情歌曲及配合情境歌曲所表達的情愫,也在劉書薇巧妙安排下呈現不一樣的風貌......在生活步調匆忙,一切都講求快的現代社會中,速食文化放眼可見,而慢半拍卻是一個值得您細細咀嚼,品味的廣播節目...

### 漢聲電台 快餐車
1992年7月開播 週日23點18分至24點
1993年7月調整時段 週一0點至1點
1996年7月調整時段 週日23點到24點
1997年6月底 結束營業
1998年7月大復活 週一至週五22點到23點 週日22點到24點
劉書薇在漢聲電台主持的節目還有快餐車，和慢半拍同時段播出，但調性完全不同，一快一慢，聽完了前面的快餐車，下一個節目則是感性的慢半拍，很多聽眾剛開始都沒有發現，原來快餐車節目裡耍寶的"老闆娘"和慢半拍中感性的劉書薇竟是同一人呢，由此也可以知道聲音多變是劉書薇的特色，快餐車裡闆娘劉書薇精心準備了許多令老客倌聽友們至今難以忘懷的精采單元，像是"一分鐘快餐時間""音樂小點心""點餐時間""快餐漢寶"等

### 漢聲電台 我愛每一天
1996.7.1 ~ 1997.6.30 時段：週一至週六晚上22:00~23:00
剛剛在文建會優良廣播文化節目獎中,奪得最多獎項的漢聲電台從七月一日開始大幅進行節目年輕化,積極搶攻年輕聽眾市場.首先推出的是每晚十點到十一點的大型綜藝節目"我愛每一天".我愛每一天的作業方式,首次由六位著名的電台主持人共同製作,這在廣播圈也是頭一遭,擔任主持工作的劉書薇,外型高脁亮麗,主持四年的快餐車節目,雖然只有週日晚上一個小時,卻擁有為數眾多的"死忠"年輕聽眾,由於她主持風格獨特,和聽眾互動深,在"BBS站"上每天都可以看到劉書薇的話題,知名度不小.我愛每一天的製作群,包括謝若男,邵文豐,邵文心,楊于萱,曾暉,個個都是經驗豐富的主持人,也是新聞局,文建會各項競賽的常勝軍,此次共同製作"我愛每一天",除了以快節奏,活潑,創意新為節目風格外同時兼顧年輕聽眾對資訊敏銳的特性,提供精緻迅速的流行資訊,此外單元活動的設計可以說是為阿兵哥量身訂作的節目,以後還要到軍中辦聽友會.以現場化風格和突破以往傳統政策的節目型態.立志要顛覆阿兵哥的耳朵,給他們一個專屬的廣播天空.

### 漢聲電台 薇所欲為
1998.02.02~1998.06.30   時段：週一至週五晚上11:00~12:00
老闆娘在休息了一陣子之後,終於在「漢聲電台」以『薇所欲為』作為復出的第一個不同於已往風格的節目,節目名稱是:「做劉書薇想做的事」象徵著自由與無拘束的感覺。自87年2月2日熱熱鬧鬧的開播充滿節奏感的步調以及闆娘不經意就脫口而出的爆笑言詞,常令特別來賓臉紅心跳、不知所措,週一至週五晚上11:00~12:00,凌晨3:00~4:00還有重播,邀請知性又感性的特別來賓上節目。內容分別為:嚴定暹老師的【薇言大義】-(孫子兵法),張裕昌先生的【薇虎作昌】-(強檔電影),柯焜耀先生的【薇耀出遊】-(旅遊景點),當然還有闆娘精心設計的【你是薇一】、【圍爐時間】,可惜因為電台節目的調動,在6月30日播出了『薇所欲為』最後一集,闆娘還在節目中流下難過與不捨的小淚珠,不過四個半月來,支持闆娘的聽眾越來越多,大家都真心地祝福闆娘能在另一個天空展翅高飛!

### 快樂聯播網 快餐車
1998.7.1~1999.6.30 時段：晚上22:00~23:00
歡迎光臨“快餐車”我是“阿那~阿那~阿那答的老闆娘劉書薇”！如果大家有聽節目就會知道，這麼熟悉的話！每天都會在快餐車節目中出現！為了大家的營養均衡─奶、蛋、魚、肉、豆類....五大營養均衡，闆娘劉書薇是樣樣不缺，特別調製了各式各樣的餐點，每天都有不一樣的組合搭配，反正就是那個美味可口的餐點！光是聽『快餐車』推出的餐點，肚子就餓得不得了，這樣，每天依著闆娘書薇的進補和宵夜，肯定是讓大家“歡喜擱滿意”！不相信的話！現在就要把快餐車的祕辛大公開了！精心調製的好菜上桌~~
店小二先來份精燉祖傳骨酥（古書）羹、SOHO酸辣湯、飲食男女大補湯、吃飽了之後~~客倌您還要點什麼？小餐點嗎？我們這裏提供了“一分鐘快餐”、“快餐漢堡”、“音樂小點心”、“露天咖啡座”、還有“自助buffet”....各位客倌，您就甭客氣了，看著辦吧！闆娘也不是個小氣的人，只要您喜歡，愛吃多少就拿多少，但是希望大家多多的讚美闆娘囉！至於以上調製的各類餐點，可是會隨時重組的，就請各位客倌讓親切，幽默的闆娘竭盡心力的為大家服務囉！除了多多捧場之外，也多多讓闆娘知道大家的消息，沒有各位親愛的客倌，闆娘的生意怎麼會蒸蒸日上呢？有任何問題的話歡迎大家告訴闆娘哦！記得別暴飲暴食，按著闆娘調配的餐，大家就會頭好壯壯、漂亮漂亮！記得週一到週五晚上的十點至十一點，闆娘書薇推出的『快餐車』!
同年並於時報周刊撰寫「薇爐時間」專欄

### 中廣音樂網 喂!上午班
2001.7~2003.2 時段：星期一至星期五早上8:00~10:00
旭日東昇的早上，喜歡聞著咖啡飄香讓自己神魂顛倒，耳朵自動收集生活資訊，讓我覺得自己很聰明，音樂激發上班族的元氣，今天又是全新的一天，清醒了！

### 中廣音樂網 i 音符
2007.04.01~2008.03.30
時段：星期日晚上10點到12點

### 漢聲電台 愛神來了
2012.01.01~迄今
時段：星期六、星期日凌晨12點到1點
愛的歌曲 愛的故事 愛的胡言亂語

## 目前主持
- 漢聲廣播電台【涼涼的剛好，播出時間：FM 00:00-01:00】

## 曾獲獎項
- 1995年電台情人票選(全區)第10名
- 1996年電台情人票選(全區)第8名
- 1997年電台情人票選(全區)第4名

## 相關連結
- 劉書薇 的粉絲團
- 愛神來了 的粉絲團 （页面存档备份，存于）
- 愛神來了 錄音經典回放
- 我愛快餐車BBS版-fastmealcar （页面存档备份，存于）
- 快餐車懷舊館 （页面存档备份，存于）